# Theaterversion
Der Ausdruck Theaterversion kann sich im Zusammenhang mit Musicalproduktionen, die in modernen Arenen beziehungsweise großen Mehrzweckhallen gastieren, auf eine bestimmte Einrichtung der Bühne und der Bestuhlung beziehen. Anders als bei Rock- und Popkonzerten, die ebenfalls in Arenen oder Mehrzweckhallen veranstaltet werden, wird die Bühne genau in der Mitte der Arena aufgebaut, also nach vorne versetzt. Der so hinter der Bühne entstehende freie Raum wird vom Zuschauerraum abgetrennt, in der Regel mit Vorhängen. Die auf diese Weise entstehende Raumaufteilung ist derjenigen eines klassischen Theatersaals mit sogenannter Guckkastenbühne vergleichbar. Die Bestuhlung befindet sich hier vor der Bühne.
Diese Bedeutung des Ausdrucks ist nicht zu verwechseln mit dem umgangssprachlichen Gebrauch im Sinne der Dramatisierung eines literarischen Werkes.